# Senna hookeriana
Senna hookeriana är en ärtväxtart som beskrevs av Batka. Senna hookeriana ingår i släktet sennor, och familjen ärtväxter. Inga underarter finns listade i Catalogue of Life.